# 艾莉莎·懷特格拉茲
艾莉莎·懷特格拉茲（Alissa White-Gluz）是名加拿大籍的歌手。她是加拿大金屬核樂團痛苦處女（The Agonist）的創始者，
也是瑞典旋律死亡金屬樂團邪神大敵的新主唱。

## 職涯

### 痛苦處女
2004年，19歲的懷特格拉茲和同伴丹尼·馬里諾、克里斯·凱爾斯在蒙特婁創立了樂團痛苦處女。
懷特格拉茲一直擔任該樂團的創作主力，也負責樂團的視覺設計和行銷，直到她在2014年3月17日離開痛苦處女。
事後，懷特格拉茲宣稱離開痛苦處女並非她本意。

### 邪神大敵
2014年3月17日，邪神大敵透過媒體宣佈懷特格拉茲取代了安琪拉·高索，成為樂團的新主唱。

## 其它演出
- 加拿大偶像：2006年，懷特格拉茲出現在該選秀節目中，演唱了皇后樂團的《波西米亞狂想曲》。[9]
- MTV Made：2012年1月，懷特格拉茲受邀到該節目，教導一名受排擠所苦的女高中生如何發出金屬嘶吼腔。[10][11]

## 私人生活
懷特格拉茲從出生開始就是素食者，在15歲時更是決定成為純素食主義者，與捍衛人權、動物權益和自然環境的行動主義者。
她因為積極呼籲抵制對加拿大海豹的獵捕行為而獲得PETA的年度動物解放獎（Libby Awards）。
她目前正與前龐克樂團Misfits的吉他手Doyle Wolfgang von Frankenstein交往。

## 專輯列表

### 邪神大敵
- War Eternal (2014)

### 痛苦處女
- Once Only Imagined (August 14, 2007 Century Media Records)
- Lullabies for the Dormant Mind (February 23, 2009 Century Media Records)
- Prisoners (June 4, 2012 Century Media Records)

### 客串演出
- (the) Plasmarifle - 歌曲名稱：From The Trail of Ashes...  /專輯：While You Were Sleeping The World Changed In An Instant    /發行日期：2008年10月
- Blackguard - 歌曲名稱：The Sword  /收錄專輯：Profugus Mortis /發行日期：2009年4月
- 幸運之星 - 歌曲名稱：Sacrimony (Angel of Afterlife)  /收錄專輯：Silverthorn /發行日期：2012年10月
- 德蘭樂團 - 歌曲名稱：The Tragedy Of The Commons" - Album  /收錄專輯：The Human Contradiction  /發行日期：2014年4月